# Dudleya orcuttii
Dudleya orcuttii là một loài thực vật có hoa trong họ Crassulaceae. Loài này được (Rose) P. H. Thomson miêu tả khoa học đầu tiên.